# Wietnam Południowy na Letnich Igrzyskach Olimpijskich 1960
Wietnam Południowy na Letnich Igrzyskach Olimpijskich 1960 nie zdobył żadnego medalu.

## Skład kadry

### Pływanie
Mężczyźni
- Phan Hữu Dõng - 100 metrów st. dowolnym - odpadł w eliminacjach
- Trương Kế Nhơn - 200 metrów st. klasycznym - odpadł w eliminacjach

### Szermierka
Mężczyźni
- Trần Văn Xuân

Floret - odpadł w eliminacjach
Szpada - odpadł w eliminacjach
Szabla - odpadł w eliminacjach